# Sceloporus olivaceus
Espèce
Statut de conservation UICN

 LC  : Préoccupation mineure
Sceloporus olivaceus est une espèce de sauriens de la famille des Phrynosomatidae.

## Répartition
Cette espèce se rencontre :
- aux États-Unis dans le Texas et l'Oklahoma ;
- au Mexique dans le Coahuila, dans le Nuevo León, dans le Tamaulipas et dans le San Luis Potosí.

## Publication originale
- Smith, 1934 : Descriptions of new lizards of the genus Sceloporus from Mexico and Southern United States. Transactions of the Kansas Academy of Science, vol. 37, p. 263-285.